# Verderio Inferiore
Verderio Inferiore es una localidad y comune italiana de la provincia de Lecco, región de Lombardía, con 2.500 habitantes.

## Evolución demográfica
| Gráfica de evolución demográfica de Verderio Inferiore entre 1861 y 2001 |
|                                                                          |
| Fuente ISTAT - elaboración gráfica de Wikipedia                          |